# Celujutsja zori
Celujutsja zori (Целуются зори) è un film del 1978 diretto da Sergej Nikonenko.

## Trama
Il film racconta il collettivo di contadini e trattoristi che vanno in città e finiscono in varie situazioni ridicole.